# Сухановская волость
Сухановская волость — административно-территориальная единица в составе Подольского уезда Московской губернии Российской империи и РСФСР. Центром волости было село Суханово, а в советское время — посёлок Екатерининский на месте бывшей Екатерининской пустыни (ныне в г. Видное Московской области). После упразднения волости в 1929 году её территория распределена между Ленинским и Подольским районами Московского округа Московской области.

## Население
По данным на 1890 год в волости проживало 8613 человека, а к 1926 году — 11140 человек. На те

## Населённые пункты
- Горки Ленинские